# Doom II: Hell on Earth
Doom II: Hell on Earth is een computerspel uit 1994, ontwikkeld door id Software. Het spel is de opvolger van Doom, en maakt gebruik van dezelfde engine. Hierdoor ziet het spel er hetzelfde uit, en speelt ook hetzelfde als zijn voorganger.

## Verhaal
Doom II gaat direct verder waar het vorige spel ophield. De speler neemt wederom de rol aan van de anonieme doomguy, die in het vorige spel de demonen uit de hel bevocht. Bij aanvang van het spel keert de speler terug van zijn missie op Phobos, enkel om te ontdekken dat de demonen nu ook op aarde hebben toegeslagen.
De speler ontdekt dat de laatste overlevenden van de mensheid nog vast worden gehouden op aarde. De enige manier om aan de demonen te ontkomen is een ruimtepoort te vinden die toegang geeft tot grote schepen, waarmee de mensheid de aarde kan verlaten. De demonen weten dit, en hebben de schepen vastgezet met een krachtveld. Het eerste doel van de speler is om dit krachtveld uit te schakelen.
Zodra de mensheid veilig is geëvacueerd, blijft de speler als enige mens achter op aarde. Hij krijgt bericht van de vluchtelingen dat ze de bron van invasie hebben gevonden. Als de speler de poort naar de hel kan afsluiten, zal de invasie stoppen. Het vinden en afsluiten van deze poort is het tweede doel van de speler. Om dit doel te bereiken moet de speler de aarde verlaten en afdalen in de hel zelf.

## Gameplay

### Levels
Een verschil in de gameplay ten opzichte van het vorige deel is dat in Doom II de levels niet meer waren verdeeld over een aantal episodes, maar in een vaste volgorde op elkaar aansloten.
Omdat Doom II dezelfde engine gebruike als zijn voorganger waren dezelfde limitaties van kracht. De speler kon nog steeds niet omhoog of omlaag kijken, en springen was niet mogelijk. De beperkingen in het design van de levels waren ook hetzelfde, en het was nog steeds niet mogelijk om verschillende lagen op elkaar te stapelen, waardoor het onmogelijk was om bijvoorbeeld bruggen te maken. Een verschil in level design met het voorgaande deel is echter dat in Doom II vaker gebruik wordt gemaakt van grote, open levels zoals Map13L Downtown en Map15: Industrial Zone.

### Wapens en tegenstanders
Doom II bevat grotendeels dezelfde wapens en tegenstanders als het vorige spel. Nieuwe zijn:

Wapens:
- Super Shotgun: Dit is in feite een dubbelloops jachtgeweer. Per schot gebruikt het twee shells (ten opzichte van een shell voor de standaard shotgun) maar de schade is veel groter; de super shotgun vuurt per keer 20 pellets af in plaats van 7 (standaard shotgun) waardoor de schade, vooral op korte afstand, aanzienlijk groter is.

monsters:
- De Hell Knight - Een zwakke versie van de Baron of Hell. Hij is bruiner van kleur en een stuk zwakker. De Baron of Hell werd door veel spelers als te sterk ervaren, waardoor spelers er in Doom vaak te veel munitie aan verschoten. De Hell Knight is aan Doom II toegevoegd om dit probleem op te lossen.
- De Former Commando (a.k.a. Heavy Weapon Dude) - Een soldaat met een chaingun. Herkenbaar aan de rode kleding. Deze vijanden kunnen veel schade veroorzaken aan de speler.
- De Mancubus - Een dikke demon met twee kanonnen.
- De Revenant - Een lange, dunne demon met twee kanonnen met geleide raketten op zijn schouders.
- De Arachnotron - Een kleine versie van de Spider Mastermind met een plasma rifle.
- De Pain Elemental - Een vliegende demon die wat weg heeft van een cacodemon. Kan Lost Souls produceren. Als hij verslagen wordt ontploft een Pain Elemental waardoor er 3 Lost Souls verschijnen.
- De Arch-Vile - Een vijand die de speler van afstand in brand zet en vervolgens laat exploderen. Kan de speler alleen raken als hij hem kan zien. Kan tevens dode monsters weer tot leven wekken.

### Geheime levels en vijanden
- In Map15: Industrial Zone zit een geheime uitgang waardoor de speler naar Map31: Wolfenstein gebracht wordt. Dit is een geheim level gebaseerd op het eerste level uit Wolfenstein 3D, en de speler komt hier een tegenstander uit dat spel tegen, namelijk de Waffen-SS. Dit zijn soldaten met een blauw uniform en een machinegeweer.
- In Map31 zit een doorgang naar Map32: Grosse. Dit level is gebaseerd op het laatste level van de eerste episode van Wolfenstein 3D, en aan het einde van het level zit een referentie naar een ander spel van id, namelijk Commander Keen.

## Platforms
| Jaar | Platform                  |
| ---- | ------------------------- |
| 1994 | DOS                       |
| 1995 | Macintosh, PC-98, Windows |
| 2002 | Game Boy Advance          |
| 2004 | Zodiac                    |
| 2010 | Xbox Live Arcade          |

Het spel is te spelen op PlayStation 3 en Xbox 360 via de Doom 3 BFG Edition dat op 16 oktober 2012 uitkwam.

## Ontvangst
| Beoordeeld door       | Platform         | Datum            | Score |
| --------------------- | ---------------- | ---------------- | ----- |
| The DOS Spirit        | DOS              | 24 juli 2008     | 100%  |
| Entertainment Weekly  | DOS              | 28 oktober 1994  | 100%  |
| K                     | DOS              | oktober 1994     | 93%   |
| Génération 4          | DOS              | oktober 1994     | 91%   |
| Gaming Target         | Game Boy Advance | 9 december 2002  | 86%   |
| GameSpot              | DOS              | 1 mei 1996       | 85%   |
| PC Player (Duitsland) | DOS              | november 1994    | 83%   |
| High Score            | DOS              | november 1994    | 80%   |
| Game Freaks 365       | Zodiac           | 2004             | 62%   |
| Gamestyle             | Game Boy Advance | 15 december 2006 | 60%   |

## Trivia
- Het spel is opgenomen in het boek 1001 Video Games You Must Play Before You Die van Tony Mott.

## Uitbreidingen
- Master Levels for Doom II
- Final Doom
- No Rest for the Living